# Arthur Leipzig
Arthur Leipzig (* 25. Oktober 1918 in Brooklyn, New York City; † 5. Dezember 2014 in Sea Cliff, New York) war ein US-amerikanischer Fotograf, der sich auf die Fotografie von Menschen auf der Straße (Street photography) spezialisierte. Er war Mitglied der Photo League in New York. Die Photo League war eine Organisation von Fotografen in New York City, die sich der Dokumentation des Lebens in den Arbeitervierteln widmete. Sie wurde 1936 gegründet und bot ihren Mitgliedern Schulungen, Ausstellungsräume und eine Plattform für den Austausch über soziale und kreative Themen. Die Photo League spielte eine wichtige Rolle bei der Entwicklung der sozialdokumentarischen Fotografie in den USA.

## Leben
Nach einer schweren Verletzung an seiner rechten Hand während der Arbeit bei einem Glas-Großhändler studierte Leipzig Fotografie an der Photo League mit Sid Grossman. Von 1942 bis 1946 war er als Fotograf für die Zeitung PM tätig. Er studierte auch bei Paul Strand und war seit 1947 freischaffender Fotojournalist, ab 1963 in Kombination mit einer Lehrtätigkeit am CW Post College der Long Island University.

## Rezeption
Arthur Leipzig, 1918 in Brooklyn geboren, war tief in der Tradition der amerikanischen Street-Photography verwurzelt. Seine Fotografien aus dem New York der 1940er und 1950er Jahre gelten als spektakulär und stimmungsvoll. Bekannt sind vor allem seine Fotos aus New York City. 1955 wurde er eingeladen, an der Ausstellung The Family of Man im Museum of Modern Art in New York teilzunehmen.
Die Long Island Universität würdigte Arthur Leipzig im Jahre 1989 mit einer eigenen Retrospektive seiner Werke (Ausstellung vom 23. Januar bis 19. Februar 1989). In Deutschland wurden seine Werke zuerst 2008 im Suermondt-Ludwig-Museum Aachen ausgestellt.
Leipzig starb im Dezember 2014 in seinem Zuhause in Sea Cliff im Alter von 96 Jahren.